# Ураніл
Урані́л — неорганічний урановмісний катіон складу UO22+.
Утворювані уранілом солі зазвичай є легкорозчинними кристалами жовтого кольору. Найбільш поширеними сполуками є уранілацетат, уранілнітрат, уранілсульфат, уранілфлуорид. На відміну від інших актиніл-іонів, ураніл здатен утворювати леткі оксогалогеніди UO2Cl2 і UO2Br2.
Іноді уранілом називають вільний оксид урану(IV) UO2, що має подібні до металу властивості та який вважався німецьким хіміком Клапротом окремим металом до того, як було виділено справжній елемент (французом Пеліго).

## Будова

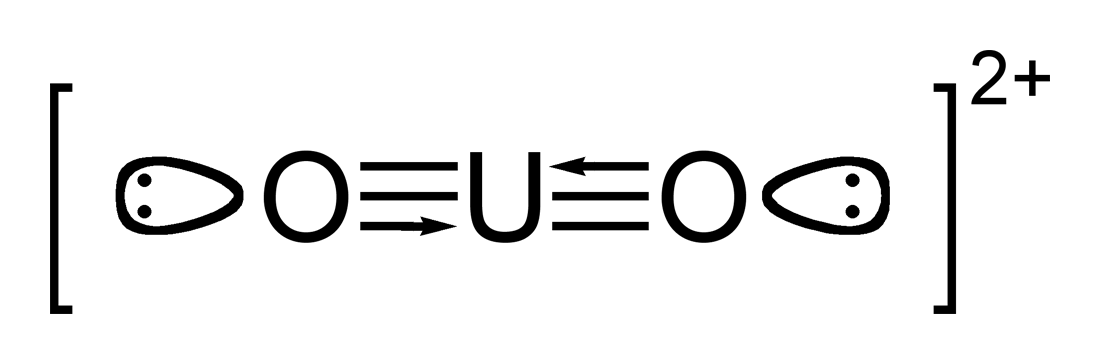
Структура ураніл-іона

Іон UO22+ зазвичай має лінійну будову. Порядок зв'язку U—O тут більший за подвійний, умовно потрійний. Він утворюється перекриванням 5f- і 6d-орбіталей урану з трьома p-орбіталями на атомах кисню (двома p- і однією sp-гібридною), внаслідок якого виникають один сигма- і два пі-зв'язки. Зв'язки U—O є надзвичайно сильними і вони майже завжди коротші за екваторіальні — відстань між ними складає 180 пм. В деяких сполуках уранілу кут O—U—O може дещо відхилятися від значення 180° на 5—20°

## Поширення у природі

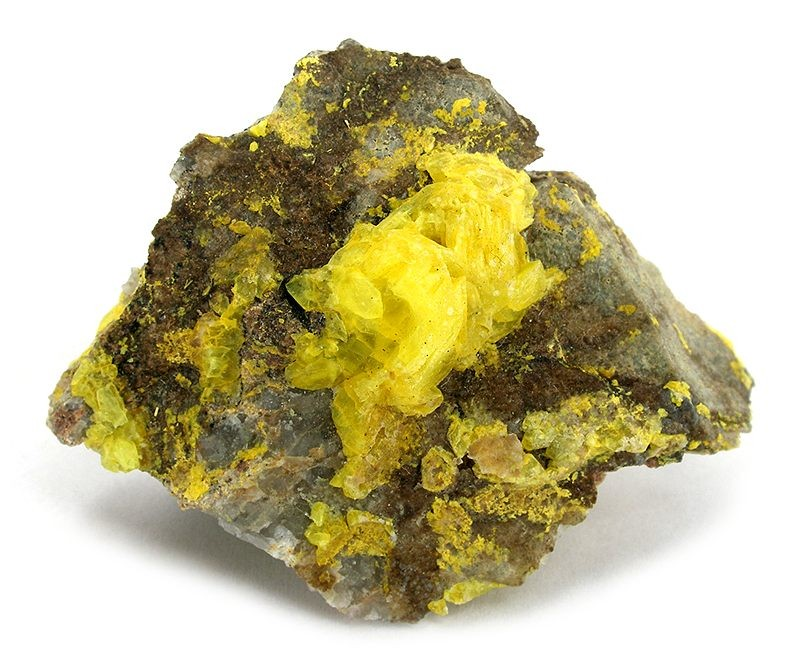
Лібігіт

Сполуки уранілу є однією з переважних форм урану у мінеральних покладах. До основних представників належать:
| - фосфати отеніт Ca(UO2)(PO4)2·10—12H2O торберніт Cu(UO2)(PO4)2·12H2O парсонсит Pb2(UO2)(PO4)2 - карбонати лібігіт Ca2(UO2)(CO3)3·10H2O андерсоніт Na2Ca(UO2)(CO3)3·6H2O бейлеїт Mg2(UO2)(CO3)3·18H2O резерфордин UO2CO3 |  | - арсенати абернатіїт K2(UO2)2(AsO4)2·6H2O метакалерит Fe(UO2)2(AsO4)2·nH2O новачекіт Mg(UO2)2(AsO4)2·8—10H2O - силікати уранофан Ca2(UO2)2(Si2O7)3·6H2O - ванадати карнотит K(UO2)2(VO4)2·1—3H2O тюямуніт Ca(UO2)2(VO4)2·5—8H2O |

## Отримання
Сполуки уранілу утворюються при дії на уран водними розчинами кислот:
{\displaystyle \mathrm {U+2H_{2}O-6e^{-}\rightleftarrows UO_{2}^{2+}+4H^{+}} }; E0=1,444 В
Стандартна ентальпія утворення іона в розчині складає -1019,0 Дж/(моль·K).
Однак, як правило, в промисловості та лабораторній практиці сполуки уранілу отримують з інших сполук урану, зокрема, обробкою кислотами або газуватими галогеноводнями триоксиду, діоксиду або пероксиду урану, триуран-октоксиду тощо. 

## Хімічні властивості
У воді сполуки уранілу гідролізуються і розчини набувають чітко вираженої кислотності. Процес гідролізу є доволі складним, він описується координуванням молекул води із відокремленням від них H+, а в подальшому супроводжується полімеризацією із утворенням OH-містків:
{\displaystyle \mathrm {UO_{2}^{2+}\rightleftarrows [(UO_{2})OH]^{+}\rightleftarrows [(UO_{2})_{2}(OH)_{2}]^{2+}\rightleftarrows [(UO_{2})_{3}(OH)_{5}]^{+}} }
У кислих розчинах ураніл-іон відновлюється:
{\displaystyle \mathrm {UO_{2}^{2+}+e^{-}\longrightarrow UO_{2}^{+}} }; E0=0,062 В
{\displaystyle \mathrm {UO_{2}^{2+}+4H^{+}+2e^{-}\longrightarrow U^{4+}+2H_{2}O} }; E0=0,327 В